# Храм на Изида (Дион)
Храмът на Изида (на гръцки: Ιερό Ίσιδας στο Δίον) е археологически обект в античния македонски град Дион, Гърция.

## История
Храмът е построен във II век сл. Хр. върху по-стар храм, посветен на божества, свързани с плодородието и майчинството, вероятно Афродита и Артемида – открити са останки от по-стари строежи, а много статуи и надписи в светилището датират от елинистическия период. Във II век старите божества са наследени от египетската богиня Изида. Храмовият комплекс е разположен на брега на река Вафирас срещу Храма на Зевс Хипсистос, югоизточно извън крепостните стени, върху смятани за свещени извори. Храмът е организиран около централен двор, пресичан от павирана ивица, фланкирана от дълги стени, представляваща Нил – свещената река на Египет. Главният вход е от източната страна. Вход през пропилеи има и от север. Двата мраморни бика на стъпалата на централния олтар изобразяват египетския бог Апис.
Главният храм на запад е посветен на Изида Лохия – богинята защитаваща родилките, което е видно от надписите върху постаменти. Открит е релеф от фасадата, изобразяващ богинята, държаща сноп и скиптър. Върху мраморните стъпала има плочи с отпечатъци на поклонниците. Храмът има четири колони, преддверие и светилище с голям олтар за жертви и е построен на висок постамент. Архитектурата на храма е от времето на династията на Северите.
На север от централния храм има по-малък храм, посветен на Афродита Хиполимпидия, почитана в подножието на Олимп. Сградата се състои от едно помещение и в центъра има басейн, чиято вода идва от под статуята на божеството. На юг от централния храм има храм, на неизвестно божество. Той е двукамарен с преддверия и светилището. В него е открита статуя на Ерос от елинистическия период. Храмът може би също е бил посветен на Афродита. Тези три храма са строени по едно и също време, но четвъртият на юг е по-късен, което се вижда от разликите в зидарията и по това, че излиза извън линията на останалите сгради. Посветен е на Изида Тюхе, съдейки по намерената статуя и надписа на олтара. В средата на сградата има затворен басейн, пълнен от свещен извор, който все още е активен.
В стоата на север е и енкимитирионът или общежитието и зала със статуи на благодетелите на светилището. Помощните сгради са в южното крило.
Светилището е разрушено в IV век от природен катаклизъм – наводнение или земетресение, а не от християни, поради което са запазени даровете и култовите статуи. Култът към източната богиня оцелява дълго по време на прехода към новата религия и има данни, че храмът е функционирал и в ранните християнски времена.
Празникът на Изида е бил всяка пролет и есен, като по това време районът се изпълвал със селяни, занаятчии и търговци, продаващи от животни до златни и сребърни изделия. Само посветените поклоници са могли да влязат в светилището, където прекарвали нощта в очакване великата богиня да посети сънищата им и да чуе молитвите им.
Поради естествената смърт на храма в него са открити множество неповредени и неразместени артефакти. В храма на Изида Тюхе е открита култовата безглава статуя на богинята – изправена фигура в деликатна туника и мантия. Мраморният пиедестал, на който е стояла статуята, първоначално е бил на статуята на цар Касандър от Храма на Зевс Олимпийски. Култовата статуя от храма на Афродита Хиполимпидия датира от II век пр.н.е. В стая в северната галерия са открити базите на статуи на трима благодетели на храма, както и стояща на пиедестала си статуя на Юлия Фругиане Александра, издгната в нейна чест от град Дион във II век сл. Хр. Там са открити и два пиедестала с надписи на гръцки и латински, на които е имало статуи на Максима и Антестия Юкунда.